# Sysselsättningsgrad
Sysselsättningsgrad eller sysselsättningsandel är andelen sysselsatta i en viss grupp, ofta personer i arbetsför ålder i ett land.  

## Sysselsättningsgrad i Sverige
Sysselsättningsgraden i Sverige undersöks av Statistiska centralbyrån genom intervjuundersökningar varje månad. Liksom arbetsmarknadsstatistiken i övrig följer den en standard framtagen av ILO. Personer räknas  som sysselsatta om de har förvärvsarbetat minst en timme under den undersökta veckan, men det är ovanligt att sysselsatta personer bara har arbetat en timme på en vecka.  Som förvärvsarbete räknas arbete i form av anställd eller i eget företag eller oavlönat arbete i anhörigs företag. Även de som är i arbetsmarknadsåtgärd räknas som sysselsatta om den sker i form av lönesubvention till arbetsgivaren.  För att mäta sysselsättningsgraden i Sverige inkluderas alla personer mellan 15 och 74 år. alla länder mäter inte arbetslöshet och sysselsättningsgrad på exakt samma sätt, även inom EU. Det finns vissa standarder och riktlinjer som länderna försöker följa, men det kan fortfarande finnas skillnader i hur data samlas in och rapporteras.
Inom EU används ofta Eurostats definitioner och metoder för att mäta arbetslöshet och sysselsättningsgrad. Arbetslöshet definieras vanligtvis som andelen av arbetskraften som är utan arbete, aktivt söker arbete och är tillgänglig för att börja arbeta inom en viss tidsperiod
Detta underlättar jämförelser med andra länder, eftersom det är en internationell definition av arbetsför ålder. Mellan åren 2001 och 2017 har sysselsättningsgraden för dessa personer varierat mellan 63 och 68 procent. År 2016 hade Sverige EU:s högsta sysselsättningsgrad. Arbetslösheten, som mäts på annat sätt, låg år 2016 på 8,3 procent i snitt inom EU, enligt Eurostat. I Sverige låg 2016 arbetslösheten på 6,9 procent (12:e plats) enligt Eurostat.  Lägst hade Tjeckien på 3,8 procent och högst Grekland på 23,4 procent.